# Habranthus andalgalensis
Habranthus andalgalensis är en amaryllisväxtart som beskrevs av Pierfelice Ravenna. Habranthus andalgalensis ingår i släktet Habranthus och familjen amaryllisväxter. Inga underarter finns listade i Catalogue of Life.